# Basler Taube
Die Basler Taube, in der Schweiz auch Basler Dybli (ursprüngliche Bezeichnung in Baseldeutsch) genannt, ist die erste und einzige Briefmarke, die vom Schweizer Kanton Basel-Stadt herausgegeben wurde.
Die Ausgabe der Basler Taube erfolgte am 1. Juli 1845. Zu diesem Zeitpunkt gab es noch kein einheitliches Postwesen für die gesamte Schweiz. Jeder einzelne Kanton war für den eigenen Postdienst verantwortlich. Erst am 1. Januar 1849  erfolgte die Gründung eines eigenen Schweizer Postwesens, welches ab 1850 allgemeine Briefmarken für die gesamte Schweiz ausgab. Bis dahin wurden eigene Briefmarken, neben Basel, nur von den Kantonen Zürich und Genf herausgegeben.
Der Postwert der Basler Taube betrug 2½ Rappen und war für Briefe bis zu 1 Lot (15 Gramm) im Stadtgebiet von Basel bestimmt. Die Gestaltung übernahm der Architekt Melchior Berri. Er wählte als Motiv eine weisse Taube, die von der Inschrift Stadt-Post-Basel umgeben ist. Das Besondere der Briefmarke liegt jedoch in der Farbe. Das Briefmarkenmotiv wurde in den drei Farben schwarz, blau und karmin hergestellt und ist somit die erste mehrfarbige Briefmarke der Welt.
Die Briefmarke wurde im Buchdruckverfahren hergestellt. Die Taube wurde geprägt und steht daher aus dem Briefmarkenpapier etwas hervor. Die Basler Taube wurde geschnitten herausgegeben. Dies bedeutet, dass sie keine Perforation besitzt und daher mit der Schere aus dem Bogen geschnitten werden musste. Die Briefmarke konnte bis 30. September 1854 verwendet werden.
Der hohe Sammlerwert der Basler Taube setzt sich aus ihrer Seltenheit und ihrem weiten Bekanntheitsgrad zusammen. Sie gehört neben der Doppelgenf und der Zürich 4 und Zürich 6 zu den beliebtesten Briefmarken bei Schweizer Philatelisten.